# 羅伯特·西爾柏格
羅伯特·西爾柏格（英語：Robert Silverberg，1935年1月15日—）是美國一位多產的作家和編輯，最出名的是科幻小說。他是雨果獎和星雲獎得主，科幻小說名人堂的成員。
2004年，美國科幻與奇幻作家協會（SFWA）授予羅伯特·西爾柏格「大師獎」。

## 外部連結
- 官方网站 （页面存档备份，存于）
- 網路推理小說資料庫上的羅伯特·西爾柏格
- Complete list of sci-fi award wins and nominations by novelist （页面存档备份，存于）